# Frank Clement (Leichtathlet)
Frank Clement (eigentlich Francis James Clement; * 26. April 1952 in Glasgow) ist ein ehemaliger britischer Mittel- und Langstreckenläufer.
Über 1500 m siegte er 1973 bei der Universiade und beim Leichtathletik-Europacup in Edinburgh. Bei den Leichtathletik-Europameisterschaften 1974 in Rom schied er im Vorlauf aus. 
1975 kam er bei den Crosslauf-Weltmeisterschaften in Rabat für Schottland startend auf den 111. Platz und wurde beim Leichtathletik-Europacup in Nizza Dritter über 1500 m.
Bei den Olympischen Spielen 1976 in Montreal wurde er Fünfter über 1500 m und erreichte über 800 m das Halbfinale.
1978 belegte er für Schottland startend bei den Crosslauf-WM in Glasgow den 67. Platz und wurde bei den Commonwealth Games in Edmonton Vierter über 1500 m.
1973 wurde er Schottischer Meister über 800 m und 1972 Englischer Hallenmeister über 1500 m.

## Persönliche Bestzeiten
- 800 m: 1:45,76 min, 10. Juli 1976, Zürich
- 1000 m: 2:19,81 min, 11. Juni 1975, London
- 1500 m: 3:35,66 min, 12. August 1978, Edmonton
- 1 Meile: 3:54,2 min, 27. Juni 1978, Oslo
- 2000 m: 5:02,8 min, 10. September 1978, Freising
- 3000 m: 7:57,6 min, 1976